# Bitka talentov: za Božič
Bitka talentov: za Božič je božična kompilacija finalistov prve in druge sezone Bitke talentov na TV Slovenija, ki je izšel pri založbi Nika na glasbeni CD plošči in v digitalni pretočni obliki leta 2005.

## O albumu
Na albumu se v interpretaciji različnih znanih božičnih motivov predstavijo pevci kot solisti in v zboru.
Objavljena je zmagovalna pesem EME 2005 (posnetek 7) v izvedbi Omarja Naberja.
Na koncu albuma so tudi instrumentalne (karaoke) različice božičnih pesmi.
Priložena mu je zgibanka z besedili.

## Seznam posnetkov
| CD              | CD                                                                  | CD              | CD              | CD                     | CD      |
| Št.             | Naslov                                                              | Besedilo        | Glasba          | Priredba               | Dolžina |
| --------------- | ------------------------------------------------------------------- | --------------- | --------------- | ---------------------- | ------- |
| 1.              | „Božična pravljica / Candle Lights‟                                 | I. Dajić        | trad.           | B. Grabnar             | 3:53    |
| 2.              | „Beli božič / White Christmas‟                                      | I. Dajić        | I. Berlin       | B. Grabnar             | 3:42    |
| 3.              | „Želimo vam srečen božič / We Wish You a Merry Christmas‟           | I. Dajić        | trad.           | B. Grabnar             | 1:49    |
| 4.              | „Naj zvoni / Jingle Bells‟                                          | I. Dajić        | J. Pierpont     | B. Grabnar             | 2:35    |
| 5.              | „Na božično noč nisi sam‟                                           | I. Dajić        | trad.           | B. Grabnar             | 2:49    |
| 6.              | „Sveta noč / Silent Night‟                                          | J. Mohr         | F. X. Gruber    | B. Grabnar             | 3:40    |
| 7.              | „Stop‟ (ESC verzija)                                                | U. Vlašič       | O. Naber        | O. Naber, M. Štibernik | 3:01    |
| 8.              | „C'est la vie‟                                                      | U. Vlašič       | M. Vlašič       | M. Vlašič, B. Grabnar  | 4:26    |
| 9.              | „Moje poti‟                                                         | B. Hering       | T. Kozlevčar    | T. Kozlevčar           | 3:01    |
| 10.             | „Vsi za enega‟ (Bitka talentov 2004)                                | U. Vlašič       | M. Vlašič       | M. Vlašič, B. Grabnar  | 3:35    |
| 11.             | „Ko začutiš energijo‟ (Bitka talentov 2005)                         | U. Vlašič       | M. Vlašič       | M. Vlašič, B. Grabnar  | 3:34    |
| 12.             | „Božična pravljica / Candle Lights‟ (karaoke)                       |                 | trad.           | B. Grabnar             | 3:42    |
| 13.             | „Beli božič / White Christmas‟ (karaoke)                            |                 | I. Berlin       | B. Grabnar             | 3:42    |
| 14.             | „Želimo vam srečen božič / We Wish You a Merry Christmas‟ (karaoke) |                 | trad.           | B. Grabnar             | 1:49    |
| 15.             | „Naj zvoni / Jingle Bells‟ (karaoke)                                |                 | J. Pierpont     | B. Grabnar             | 2:35    |
| 16.             | „Na božično noč nisi sam‟ (karaoke)                                 |                 | trad.           | B. Grabnar             | 2:49    |
| Skupna dolžina: | Skupna dolžina:                                                     | Skupna dolžina: | Skupna dolžina: | Skupna dolžina:        | 51:37   |

## Sodelujoči

### Pevci
- Katja Koren – vokal na posnetkih od 1 do 4 in 6
- Anja Baš – vokal na posnetkih 1, 3 in 4
- Nino Kozlevčar – vokal na posnetkih 1, 3, 4 in 9
- Anžej Dežan – vokal na posnetkih 1, od 3 do 5 in 8
- Omar Naber – vokal na posnetku 7

- vsi finalisti Bitke talentov 2004 – pojejo na posnetkih 2 in 10
- vsi finalisti Bitke talentov 2005 – pojejo na posnetku 11

### Gostje
- Teja Saksida – spremljevalni vokal na posnetku 7
- Manca Špik – spremljevalni vokal na posnetku 8
- Irena Umek – spremljevalni vokal na posnetku 9
- Petra Klemenčič – spremljevalni vokal na posnetku 9
- Urša Klemenčič – spremljevalni vokal na posnetku 9

- Bor Zuljan – kitara na posnetkih 8 in 10

### Produkcija
- Matjaž Vlašič – producent
- Boštjan Grabnar – producent
- Omar Naber – producent pri posnetku 7
- Martin Štibernik – producent pri posnetku 7
- Tomaž Kozlevčar – producent pri posnetku 9
- Žiga Culiberg – fotografije in oblikovanje